# NGC 3756
NGC 3756 is een balkspiraalstelsel in het sterrenbeeld Grote Beer. Het hemelobject werd op 14 april 1789 ontdekt door de Duits-Britse astronoom William Herschel.

## Synoniemen
- UGC 6579
- MCG 9-19-134
- ZWG 268.63
- KUG 1134+545
- IRAS11340+5434
- PGC 35931